# Rue Saint-Saëns
La rue Saint-Saëns est une voie du 15e arrondissement de Paris, en France.

## Situation et accès
La rue Saint-Saëns est une voie publique située dans le 15e arrondissement de Paris. Elle débute au 28, rue de la Fédération et se termine au 27, boulevard de Grenelle.

## Origine du nom

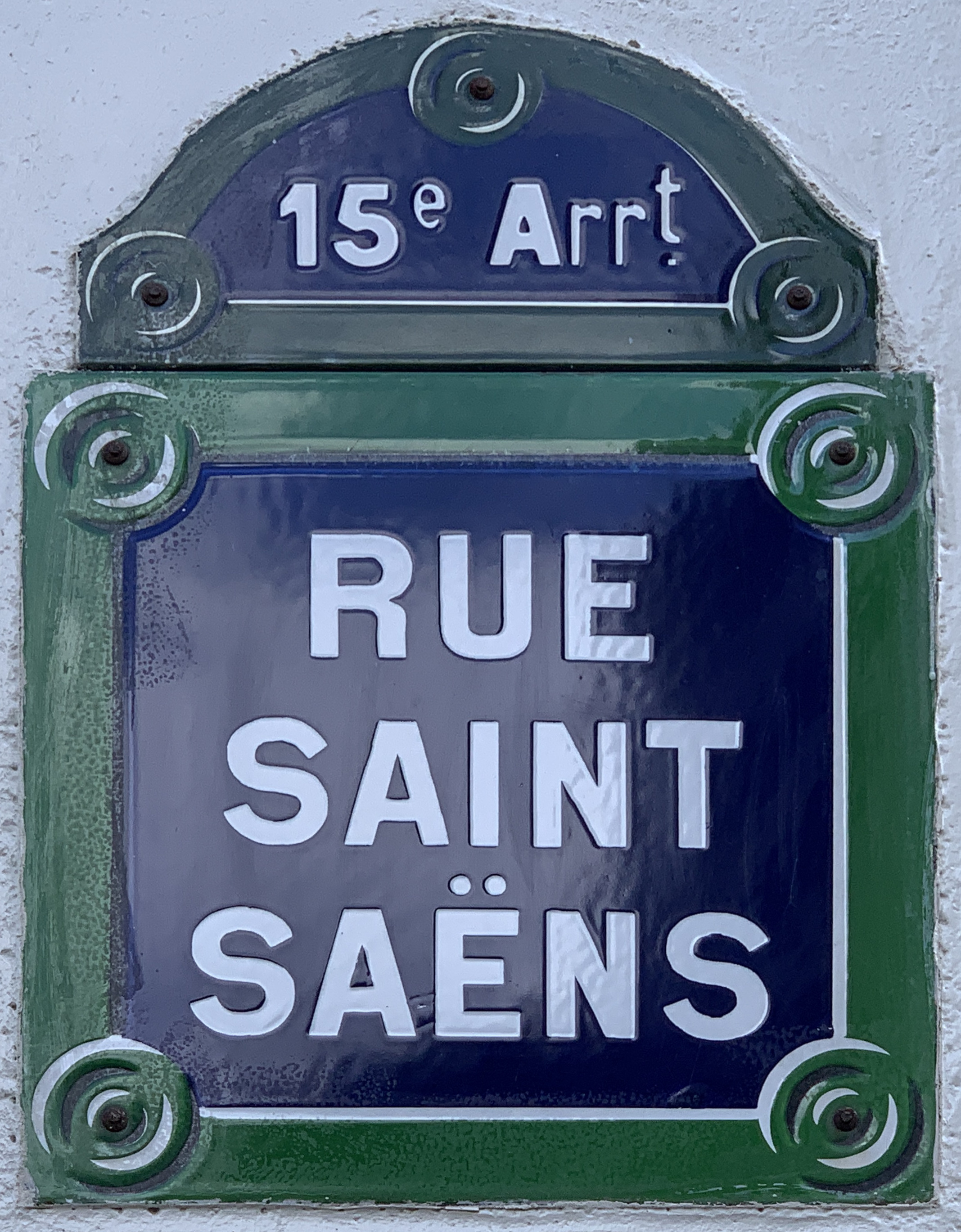
Plaque de la rue.

Elle porte le nom du compositeur français Camille Saint-Saëns (1835-1921).

## Historique
La voie est ouverte le 28 janvier 1910 et prend sa dénomination actuelle le 4 octobre 1924. 